# Bambas (escola de samba)
O Gremio Recreativo Escola de samba Bambas é uma escola de samba de Ribeirão Preto, no estado de São Paulo, sendo considerada uma das escolas de samba mais antiga do Brasil.
Tem hoje como seu presidente João Bento da Silva "seu santo", membro benemérito desta escola, uma vez que foi passista, desde 1932.

## História
A entidade foi criada no dia 10 de março de 1927 como um cordão carnavalesco, com a denominação Sociedade Recreativa Dançante Bambas. Posteriormente, transformou-se numa escola de samba, tendo participado de diversos desfiles de Carnaval da história da cidade.
Foi campeã em diversas ocasiões, entre as quais: 1985, 1994, 1997, 1998, 2000, 2002 e 2010
Em 2008, trouxe uma homenagem ao Carnaval paulistano.

## Enredos
| Ano  | Colocação | Grupo    | Enredo                                                                    | Ref.                |
| ---- | --------- | -------- | ------------------------------------------------------------------------- | ------------------- |
| 2000 | Campeã    | Especial | Brasil Berço de Heróis                                                    | [ 6 ]               |
| 2002 |           | Especial | Parabéns pra você - 75 anos de Bambas                                     | [ 7 ]               |
| 2004 |           | Especial | A História que História não conta                                         | [ 1 ]               |
| 2007 | 3º lugar  | Especial | Bambas 80 anos de samba                                                   | [ 8 ]               |
| 2008 | 3º lugar  | Especial | Me perdoa o poeta, mas São Paulo é Bamba e tem samba!                     | [ 5 ] [ 9 ]         |
| 2010 | Campeã    | Especial | Piolim, o Imperador do Riso                                               | [ 4 ] [ 10 ] [ 11 ] |
| 2011 | 2º lugar  | Especial | Adoniran Barbosa e o "pogréssio paulistanes                               | [ 12 ]              |
| 2012 | 4º lugar  | Especial | O universo é pura energia, terra, fogo, água e ar, inclusive você. Axé!!! | [ 13 ]              |
| 2013 |           | Especial | Nossa Majestade, a Águia                                                  | [ 14 ]              |